# Heteropogon nubilus
Heteropogon nubilus là một loài ruồi trong họ Asilidae. Heteropogon nubilus được Wiedemann miêu tả năm 1820.